# National Collegiate Athletic Association
National Collegiate Athletic Association (NCAA), tidigare Intercollegiate Athletic Association of the United States (IAAUS), är ett förbund som organiserar sport på college- och universitetsnivå i USA. NCAA:s högkvarter ligger för närvarande (2005) i Indianapolis, Indiana.
Idrottsförbundet grundades den 31 mars 1906 som Intercollegiate Athletic Association of the United States (IAAUS) för att sätta upp regler för amatöridrott i USA. Bland påtryckarna fanns USA:s dåvarande president Theodore Roosevelt som en reaktion på att flera svåra skador och tråkigt nog även dödsfall förekommit under collegematcher i amerikansk fotboll. IAAUS blev National Collegiate Athletic Association 1910. 
År 1973 delades NCAA upp i Division I, Division II och Division III där skolor tillhörande Division I och II, men inte III, har tillstånd att ge stipendier till idrottande studenter. Division I i amerikansk fotboll är i sin tur uppdelad i den högre Division I-A och den lägre Division I-AA. Vanligtvis tillhör de större skolorna Division I medan de mindre tillhör Division II och III.
Damidrotten sköttes fram till början av 1980-talet av Association for Intercollegiate Athletics for Women (AIAW), men omkring 1982 började NCAA arrangera mästerskap även för damer och AIAW lades ner.
NCAA har ansvaret för sporterna amerikansk fotboll (endast herrar), baseboll (endast herrar), basket, beachvolleyboll (endast damer), bowling (endast damer), brottning (endast herrar), fotboll, friidrott (utomhus och inomhus), fäktning, golf, ishockey, lacrosse, landhockey (endast damer), gevärsskytte, gymnastik, rodd (endast damer), simning och simhopp, skidsport (alpint och längdåkning), softboll (endast damer), tennis, terränglöpning, vattenpolo och volleyboll.
NCAA arrangerar totalt 90 nationella mästerskap i de olika sporterna och divisionerna av vilket det till intresse största är NCAA Men's Division I Basketball Championship, även kallat March Madness. NCAA arrangerar inget nationellt mästerskap i Division I-A i amerikansk fotboll där nationella mästare utses på annat sätt.

## Presidenter för NCAA (titeln kallad "exekutiv direktör" till 1998)
- Walter Byers 1951-1988
- Dick Schultz 1988-1993
- Cedric Dempsey 1993-2002
- Myles Brand 2003-2009
- Jim Isch (interim) 2009-2010
- Mark Emmert 2010-2023
- Charlie Baker 2023–